# Zum Wilden Graben 12

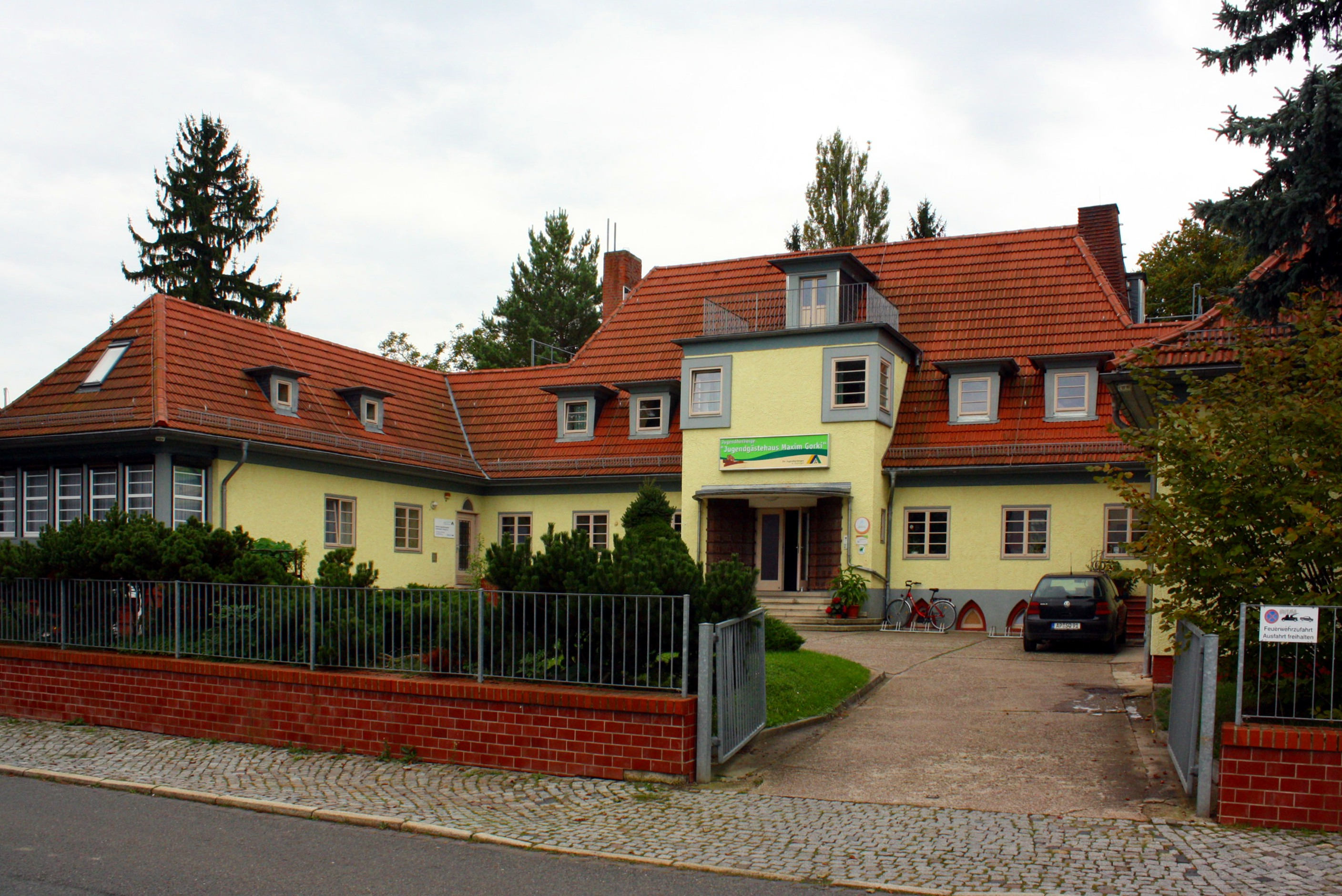
Zum Wilden Graben 12 Weimar

Das Gebäude Zum Wilden Graben 12 in Weimar wird als Jugendgästehaus genutzt. Es wurde 1935 vom Deutschen Jugendherbergsverband eröffnet und trägt seit 1976 den Namen „Maxim Gorki“.
Ursprünglich war es das Wohnhaus des Architekten Johannes Otto Berger. Zu dieser Zeit trug es noch die Hausnummer 6. Berger war mindestens seit 1926 dort ansässig und unterhielt im Haus auch sein Architekturbüro. Berger entwarf das Haus selbst.
Bei dem Gebäude handelt es sich um eine Dreiflügelanlage im Heimatschutzstil. Die eingeschossigen Gebäudeteile sind mit hohen Satteldächern mit pagodenartigen Überhängen gedeckt, worunter sich Mansardenzimmer befinden. Der Mittelrisalit mit dem Eingangsportal tritt wuchtig hervor. Bemerkenswert sind auch die spitzbogigen Kellerfenster.
Es steht unter Denkmalschutz und ist als Einzeldenkmal auf der Liste der Kulturdenkmale in Weimar verzeichnet. Die Straße wurde nach dem Wilden Graben benannt. 